# Részben lebontott hatáskör a demokráciában
Közügyek eldöntésében és a közpénzek felhasználásában jelentős hatáskörrel rendelkezik a köztársaság központi képviselete vagy annak a végrehajtó szerve, vagyis a törvényalkotáson kívül rendelkezik a közpénz jelentős részének a felhasználásával és a közintézmények működtetése felett. A településeken illetve a térségben az önkormányzatok által elvégezhető közfeladatok egy részét állami intézmények végzik. Ennek következménye a térségi és a települési képviseletek szűk hatásköre.

## Gyakorlatban
Az EU tagállamainak jelentős része még mindig ezen az elven működik.

## A részben lebontott hatáskör bírálata
- A túlzott centralizmus megöli az egyéni kezdeményezést, részvételt, magát a demokráciát és felerősíti a korrupciót.
- Egy személyre átszámítva közpénzből kiemelt támogatást kap a főváros és a nagyvárosok, ami ott további munkahelyek létrehozását segíti elő, így hátrányba kerülnek a kisebb települések és térségek.
- Nem normatív állami támogatásokról és fejlesztésekről a végrehajtó hatalom dönt. Jobb esetben a koalíciós kritériumok alapján, rosszabb esetben személyes ismeretségek alapján, a legrosszabb esetben korrupció alapján születnének a döntések. Ezért  döntéseikből legtöbbször kimarad a régiók közötti esélyegyenlőség megteremtése.
- Szinte minden jelentősebb beruházást, munkahelyteremtést a fővárosba illetve a hatalmon lévő népcsoport által lakott területekre irányítják.

## Külső hivatkozás
- Hans-Hermann Hoppe: Demokrácia, a bukott bálvány (demokrácia-kritika)
- htm Magyar Virtuális Enciklopédia